# Kanton Luksemburg
Kanton Luksemburg (lb. Kanton Lëtzebuerg, fr. Canton de Luxembourg, niem. Kanton Luxemburg) – jeden z dwunastu kantonów w Luksemburgu, znajduje się w południowej części kraju. Do 3 października 2015 należał do dystryktu Luksemburg. Siedziba kantonu znajduje się w miejscowości Luksemburg (Lëtzebuerg / Luxembourg / Luxemburg).

## Podział administracyjny
W skład kantonu wchodzi jedenaście gmin (gemeng, commune, Gemeinde):
1. Bertrange (Bartreng / Bartringen)
2. Contern (Conter)
3. Hesperange (Hesper / Hesperingen)
4. Luksemburg (Lëtzebuerg / Luxembourg / Luxemburg)
5. Niederanven (Nidderaanwen)
6. Sandweiler
7. Schuttrange (Schëtter / Schüttringen)
8. Steinsel (Steesel)
9. Strassen (Stroossen)
10. Walferdange (Walfer / Walferdingen)
11. Weiler-la-Tour (Weiler zum Tuerm / Weiler zum Turm)